# Suvore, Mîhailivka
Suvore (în ucraineană Суворе, în germană Neu Nassau) este un sat în comuna Vîsoke din raionul Mîhailivka, regiunea Zaporijjea, Ucraina. Satul a fost locuit de germanii pontici.   

## Demografie
Componența lingvistică a localității Suvore
     Ucraineană (91,67%)
     Rusă (8,33%)
Conform recensământului din 2001, majoritatea populației localității Suvore era vorbitoare de ucraineană (91,67%), existând în minoritate și vorbitori de rusă (8,33%).